# Duradens
Duradens es un género de hongos perteneciente a la familia Clypeosphaeriaceae. Es un género monotípico, que contiene la única especie Duradens lignicola.